# 錫托沃市鎮
44°1′N 26°59′E / 44.017°N 26.983°E

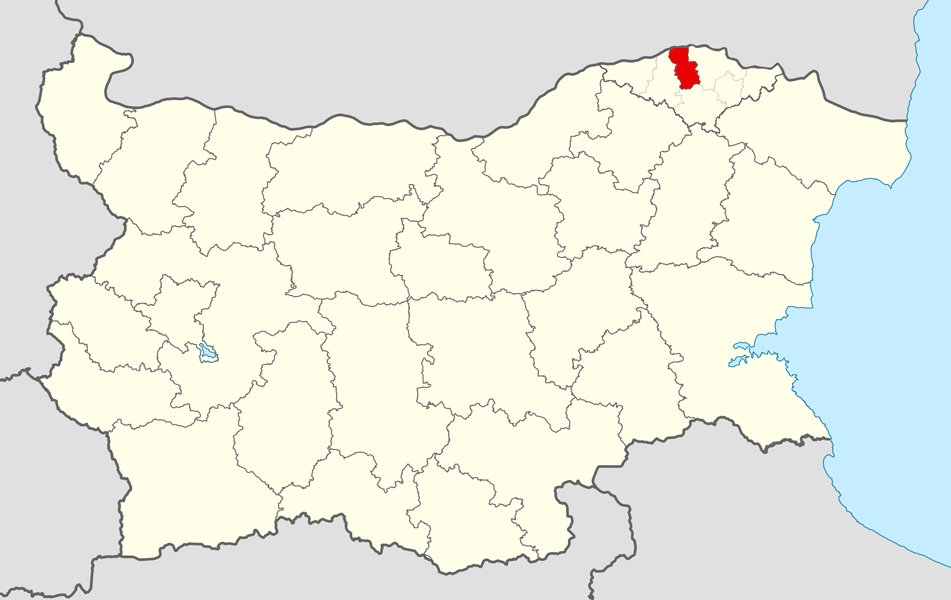

錫托沃市（保加利亞語：Община Ситово）是保加利亞的城鎮，位於該國東北部，由錫利斯特拉州負責管轄，首府設於錫托沃，面積270.97平方公里，2009年人口5,810，人口密度每平方公里21.44人。